# Элмонт (Нью-Йорк)
Элмонт (англ. Elmont) —  деревня, статистически обособленная местность (CDP), расположенная на северо-западе Хемпстеда, в округе Нассо, штат Нью-Йорк, США. Расположен на границе с боро Куинс в Нью-Йорке. По данным переписи 2020 года, население составляло 35 265 человек.
Место знаменито парком Бельмонт, в котором проводятся скачки «Бельмонт Стейкс», третий этап престижной «Тройной короны» чистокровных скачек. В Элмонте также находится стадион «Ю-би-эс Арена», где выступает клуб НХЛ «Нью-Йорк Айлендерс».

## История
В 1650 году Кристофер и Томас Фостер приобрели землю на Лонг-Айленде и занялись преимущественно разведением плодородных лугов, в первую очередь крупного рогатого скота и овец, и назвали это место «Луг Фостера». Это название сохранялось в течение двухсот лет. После реформы района в 1882 году деревня была переименована в Элмонт. С постройкой ипподрома в 1905 году город пережил огромный бум. Благодаря близости к Нью-Йорку, Элмонт также предпочитают приезжие как тихий жилой район.

## География
Элмонт расположен на Лонг-Айленде, примерно в 20 километрах к востоку от центра Манхэттена. Международный аэропорт имени Джона Кеннеди находится в восьми километрах к юго-западу. На западе Элмонта пересекает автомагистраль Кросс-Айленд-Паркуэй.